# Биляна Йованович (награда)
Наградата „Биляна Йованович“ е литературна награда, учредена от Сръбското литературно дружество с подкрепата на Министерството на културата и информацията на Република Сърбия през 2005 г. Тя е на името на писателката Биляна Йованович в нейна чест и по повод на 10-годишнината от смъртта ѝ. Тя се присъжда за най-добро литературно произведение на сръбски език за предходната година.

## Наградени творци
- 2005 – Сърджан Валяревич за книгата „Дневник друге зиме“
- 2006 – Даника Вукиевич за поетичния сборник „Лук и стрела“ и Ибрахим Хаджич за стихосбирката „Непрочитане и нове песме“
- 2007 – Неманя Митрович за книгата „Бајке са Венере“ и Углеша Шайтинац за книгата „Vok on!“
- 2008 – Елена Ленголд за сборника с разкази „Панаирджийски фокусник“
- 2009 – Милена Маркович за стихосбирката „Птичије око на тараби“ и Слободан Тишма за романа „Quatro stagioni“
- 2010 – Владислава Войнович за стихосбирката „PeeMeSme“
- 2011 – Сърдн Сърдич за стихосбирката „Espirando“
- 2012 – Иванчица Джерич за романа „Несрећа и стварне потребе“
- 2013 – Звонко Каранович за книгата с поетична проза „Кавези“
- 2014 – Ото Хорват за романа „Сабо је стао“
- 2015 – Светислав Басара за романа „Анђео атентата“
- 2016 – Жарко Радакович за книгата „Кафана“
- 2017 – Миряна Митрович за романа „Хелена или о немиру“
- 2018 – Зоран Пешич Сигма за стихосбирката „Биће све у реду“
- 2019 – Ненад Милошевич за книгата „Песме из лимба“